# Список самых высоких зданий Альбукерке

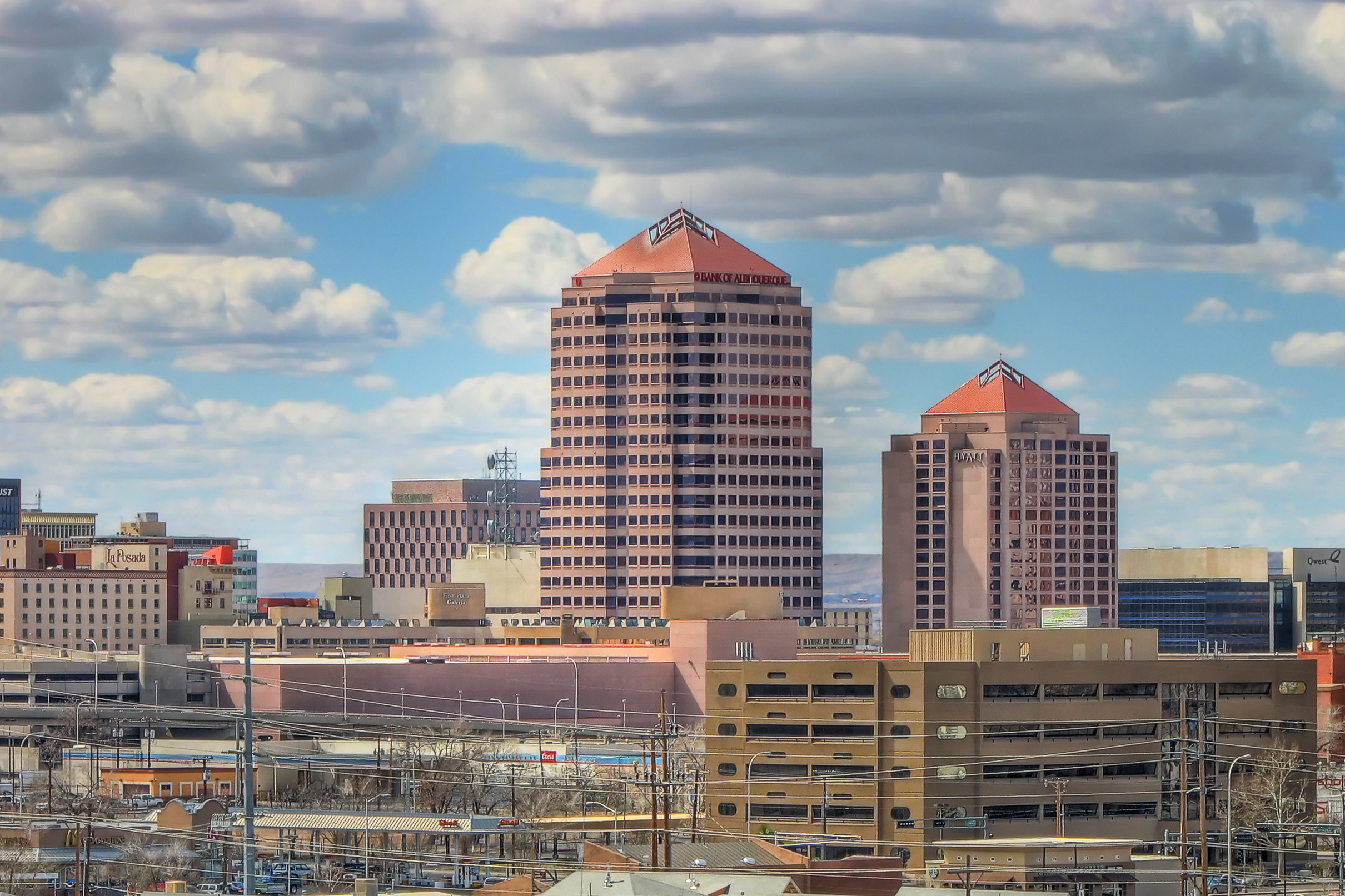
Панорама центральной части Альбукерке, 2007

Список самых высоких зданий Альбукерке ранжирует по высоте высотные здания американского города Альбукерке, штат Нью-Мексико. Самое высокое здание Альбукерке — 22-этажная башня Albuquerque Plaza высотой 107 метров, построенная в 1990 году. Второе и третье по высоте здания Альбукерке — 21-этажный Hyatt Regency Albuquerque высотой 78 метров и 18-этажное Compass Bank Building высотой 72 метра.
Начало истории создания высотных зданий Альбукерке относится к 1922 году, когда было завершено строительство 9-этажного здания Banque Lofts высотой 43 метра, которое выделялось своей высотой на фоне малоэтажной застройки города. Самым первым зданием Альбукерке высотой от 50 метров является 12-этажное здание (по другим источникам 13-этажное) Simms Building высотой 55 метров, построенное в 1954 году. Самым первым и пока единственным зданием в Альбукерке высотой выше 100 метров является 22-этажная башня Albuquerque Plaza office tower высотой 107 метров, построенная в 1990 году.
Активное строительство высоких зданий в Альбукерке началось с 1960-х годов. Всего в Альбукерке насчитывается 14 зданий высотой от 50 метров, которые существуют на данный момент. На данный момент строительство и обсуждение зданий высотой от 50 метров не ведётся.

## Построенные здания
В этом списке перечислены самые высокие здания Альбукерке высотой не менее 50 метров (высота измеряется по высоте верхнего архитектурного элемента, то есть до верхушки шпиля). Элементы, не являющиеся архитектурным продолжением здания, например антенны, не учитываются.
| №       | Изображение | Название                                  | Высота, м       | Этажность | Год постройки | Примечания    |
| ------- | ----------- | ----------------------------------------- | --------------- | --------- | ------------- | ------------- |
| 1       |             | Albuquerque Plaza                         | 107             | 22        | 1990          | [ 1 ] [ 2 ]   |
| 2       |             | Hyatt Regency Albuquerque                 | 78              | 21        | 1990          | [ 3 ] [ 4 ]   |
| 3       |             | Compass Bank Building                     | 72              | 18        | 1968          | [ 5 ] [ 6 ]   |
| 4       |             | Albuquerque Petroleum Building            | 71,63 или 67,06 | 15        | 1986          |               |
| 5       |             | Bank of the West Tower                    | 65              | 17        | 1963          | [ 13 ] [ 14 ] |
| 6       |             | Gold Building                             | 62              | 14        | 1968          | [ 15 ] [ 16 ] |
| 7       |             | Dennis Chavez Federal Building            | 60              | 13 или 14 | 1972          | [ 17 ]        |
| 8       |             | PNM Building                              | 56              | 12        | 1974          | [ 18 ] [ 19 ] |
| 9       |             | Simms Building                            | 55              | 12 или 13 | 1954          | [ 9 ] [ 10 ]  |
| 10 — 12 |             | Pete V. Domenici United States Courthouse | 53              | 7         | 1997          | [ 20 ] [ 21 ] |
| 10 — 12 |             | Metropolitan Courthouse                   | 53              | 9         | 2003          | [ 22 ]        |
| 10 — 12 |             | Wells Fargo Plaza                         | 53              | 11 или 13 | 1973          | [ 23 ] [ 24 ] |
| 13 — 14 |             | Doubletree Hotel                          | 50              | 15 или 16 | 1975          | [ 25 ] [ 26 ] |
| 13 — 14 |             | Albuquerque Regional Medical Center       | 50              | 11        | 1969          | [ 27 ] [ 28 ] |

## Строящиеся и предложенные к строительству здания
На данный момент строительство и обсуждение зданий высотой от 50 метров не ведётся.

## Хронология высочайших зданий Альбукерке
| Изображение | Название               | Высота, м | Этажность | Период    | Примечания    |
| ----------- | ---------------------- | --------- | --------- | --------- | ------------- |
|             | Banque Lofts           | 43        | 9         | 1922—1954 | [ 7 ] [ 8 ]   |
|             | Simms Building         | 55        | 12 или 13 | 1954—1963 | [ 9 ] [ 10 ]  |
|             | Bank of the West Tower | 65        | 17        | 1963—1968 | [ 13 ] [ 14 ] |
|             | Compass Bank Building  | 72        | 18        | 1968—1990 | [ 5 ] [ 6 ]   |
|             | Albuquerque Plaza      | 107       | 22        | с 1990    | [ 1 ] [ 2 ]   |